# Кускусовые
Куску́совые, или по́ссумы (лат. Phalangeridae) — семейство сумчатых млекопитающих. Состоит из 6 родов, объединяющих 26 видов, которые обитают в Австралии, на Тасмании, Новой Гвинее и ряде мелких островов — от Сулавеси, Тимора, Серама до архипелага Бисмарка и Соломоновых островов. Лисий кузу (Trichosurus vulpecula) был завезён в Новую Зеландию.

## Внешний вид
В записях некоторых путешественников по Австралии XIX века встречаются  утверждения, что в джунглях северного Квинсленда они наблюдали обезьян, которых там на самом деле никогда не было. Впоследствии выяснилось, что это были неизвестные европейцам ранее животные, получившие название «поссумы» (из-за внешнего сходства с американскими опоссумами) или «кускусы» (кускусовые). Это некрупные (длина тела 32—65 см) звери плотного телосложения, с короткой мордой. Хвост довольно длинный (24—61 см), как правило, хватательный, что является приспособлением к древесному образу жизни. Уши невелики; глаза, напротив, большие. Волосяной покров мягкий и плотный, желтоватый или буроватый; на нём могут иметься пятна и полосы. На всех конечностях по 5 пальцев, снабжённых загнутыми когтями, помогающими при лазании по деревьям. Исключение составляет I палец на задних ногах — он лишён когтя, противопоставлен остальным и приспособлен для хватания. На задних конечностях II и III пальцы соединены между собой кожной перепонкой. У некоторых видов I и II пальцы передней конечности противопоставляются остальным. Череп широкий, уплощённый. Зубов 34—36. Выводковая сумка хорошо развита и открывается вперёд. Сосков 2—4.

## Образ жизни
Куску́сы — преимущественно древесные животные, хотя некоторые виды ведут полуназемный образ жизни. Встречаются главным образом в лесистых районах; активны в сумерках и ночью, днём спят в дуплах, в травяных гнёздах. Большинство кускусов растительноядно: питаются листьями, плодами, корнями и клубнями. Лисий кузу часто поселяется неподалёку от человеческого жилья и питается культурными растениями. В году у кускусов бывает 1—2 помёта по 1—4 детёныша. Продолжительность жизни 6—10 лет. Кускусы выполняют в австралийской экосистеме примерно ту же роль, что и белки в экосистемах Северного полушария.

## Охрана вида
Большинство видов кускусов немногочисленны и охраняются законом. Одно из примечательных исключений составляет лисий кузу, который легко адаптируется к городским условиям и часто селится в пригородах, устраивая гнёзда под крышами домов и вредя садам и огородам. В Новой Зеландии он, в отсутствие природных хищников вроде динго, сильно размножился (вся популяция оценивается в 60 млн особей) и считается вредителем, уничтожающим аборигенную флору и фауну и переносящим бычий туберкулёз.
Основные враги кускусов в природе — хищные птицы и вараны.

## Классификация
Семейство кускусовых (Phalangeridae) насчитывает 6 родов и 26 видов:
- Подсемейство Ailuropinae
  - Род Медвежьи кускусы (Ailurops)
    - Ailurops melanotis
    - Медвежий кускус (Ailurops ursinus)
- Подсемейство Phalangerinae
  - Триба Phalangerini
    - Род Кускусы (Phalanger), или поссумы
      - Phalanger alexandrae
      - Одноцветный кускус (Phalanger gymnotis)
      - Южный кускус (Phalanger intercastellanus)
      - Вудларкский кускус (Phalanger lullulae)
      - Phalanger matabiru
      - Телефоминский кускус (Phalanger matanim)
      - Phalanger mimicus
      - Пушистый кускус (Phalanger orientalis)
      - Украшенный кускус (Phalanger ornatus)
      - Кускус Ротшильда (Phalanger rothschildi)
      - Шелковистый кускус (Phalanger sericeus)
      - Кускус Штейна (Phalanger vestitus)

    - Род Пятнистые кускусы (Spilocuscus)
      - Адмиралтейский кускус (Spilocuscus kraemeri)
      - Пятнистый кускус (Spilocuscus maculatus)
      - Папуасский кускус (Spilocuscus papuensis)
      - Рыже-чёрный кускус (Spilocuscus rufoniger)

  - Триба Trichosurini
    - Род Равнинные кускусы (Strigocuscus), или целебесские кускусы, или сулавесские кускусы[4]
      - Целебесский кускус (Strigocuscus celebensis)
      - Пеленгенский кускус (Strigocuscus pelengensis)

    - Род Кузу (Trichosurus), или кистехвостые кускусы
      - Северный кузу (Trichosurus arnhemensis)
      - Собачий кузу (Trichosurus caninus)
      - Горный кузу (Trichosurus cunninghami)
      - Медный кузу (Trichosurus johnstonii)
      - Лисий кузу (Trichosurus vulpecula)

    - Род Чешуехвостые кускусы (Wyulda)
      - Чешуехвостый кускус (Wyulda squamicaudata)